# Хорд, Кристиан
Кристиан Дэвид Хорд — американский музыкальный журналист и музыкальный редактор в Rolling Stone. Выпускник мичиганского университата 2000 года, он начал карьеру музыкального журналиста в The Michigan Daily. Затем он переехал в Нью-Йорк, и проходил стажировку в the Village Voice по руководством ментора Роберта Кристгау. Затем, Кристгау убедил своих коллег из Rolling Stone позволить Хорду писать для их журнала, после того как он начал проходить там стажировку. Затем, Хорд стал одинм из ведущих редакторов Rolling Stone. Вместе с Натаном Брекетом, выпускал The New Rolling Stone Album Guide, который был опубликован в 2004. В 2016, он заменил Брекета в качестве музывального редактора Rolling Stone.

## Внешние ссылки
- Profile at Rolling Stone